# فیلیژیا
فیلیژیا
فیلیژیا (به انگلیسی: Fylgja)

Fact-YPA-intent

در اساطیر نورس، فیلیژیا یک روح ماورایی است که قدرت و سرنوشت فرد را در دست دارد.